# Brian McGuire
Brian McGuire, avstralski dirkač Formule 1, * 13. december 1945, East Melbourne, Victoria, Avstralija, † 29. avgust 1977, Brands Hatch, Kent, Anglija, Združeno kraljestvo.
V svoji karieri je nastopil le na dirkah za Veliko nagrado Velike Britanije v sezoni 1976, kjer kot nadomestni dirkač ni dobil priložnosti za dirkanje, in na Veliki nagradi Velike Britanije v naslednji sezoni 1977, kjer se mu ni uspelo kvalificirati na dirko. Istega leta se je smrtno ponesrečil na manjši dirki na dirkališču Brands Hatch.

## Popolni rezultati Formule 1
(legenda) (odebeljene dirke pomenijo najboljši štartni položaj, poševne pa najhitrejši krog, †-uvrščen kljub odstopu)
| Leto | Moštvo        | Šasija        | Motor       | 1   | 2   | 3    | 4    | 5   | 6   | 7   | 8   | 9      | 10      | 11  | 12  | 13  | 14  | 15  | 16  | 17  | Prv | Toč |
| ---- | ------------- | ------------- | ----------- | --- | --- | ---- | ---- | --- | --- | --- | --- | ------ | ------- | --- | --- | --- | --- | --- | --- | --- | --- | --- |
| 1976 | Brian McGuire | Williams FW04 | Cosworth V8 | BRA | JAR | ZZDA | ŠPA  | BEL | MON | ŠVE | FRA | VB DNP | NEM     | AVT | NIZ | ITA | KAN | ZDA | JAP |     | -   | 0   |
| 1977 | Brian McGuire | McGuire BM1   | Cosworth V8 | ARG | BRA | JAR  | ZZDA | ŠPA | MON | BEL | ŠVE | FRA    | VB DNPQ | NEM | AVT | NIZ | ITA | ZDA | KAN | JAP | -   | 0   |